# Macrocentrus tricoloratus
Macrocentrus tricoloratus är en stekelart som beskrevs av Turner 1920. Macrocentrus tricoloratus ingår i släktet Macrocentrus och familjen bracksteklar. Inga underarter finns listade i Catalogue of Life.